# Луис Д. Асторино
Луис Д. Асторино (Питсбург, 1948) амерички је архитекта српског порекла (по мајци), први амерички архитекта који је пројектовао у Ватикану.

## Биографија
Рођен је у Питсбургу 1948, од оца Луиса Асторина и мајке српског порекла Ане Карло (Карајловић), ћерке Самојила и Стане Батало Карајловић. Има брата Дениса, а ујак им је Милан М. Карло, фотограф и едитор првог српског часописа у Америци, Американски Србобран. Денис је познат као донатор Српске православне цркве у Америци.
На Државном универзитету Пенсилваније Луис је дипломирао 1969, а своју компанију, Луис Д. Асторино и сарадници основао је 1972. Касније је преименована у Асторино.

## Пројекти
- Кућа Свете Марте у Ватикану (надзорни архитекта)
- Капела Светог Духа у Ватикану
- Тримонт кондоминиум у Питсбургу
- Кућа на слаповима, Пенсилванија (рестаурација)
- ПНЦ парк, бејзбол стадион у Питсбургу на којем играју Питсбург Пирати
- Медицински центар Универзитета у Питсбургу
- Дечија болница у Питсбургу
- 3 ПНЦ Плаза, 7. највиша грађевина у Питсбургу
- Фред Роџерс, споменик Признање деци
- Бејбол стадион Народни природни гас у Питсбургу
- Спортски комплекс Универзитета у Питсбуру